# Pałac w Kwietnie
Pałac w Kwietnie – zabytkowy pałac w Kwietnie, w gminie Malczyce.
Obiekt  wybudowany w 1892 znanej łódzkiej rodziny fabrykanckiej Scheiblerów (protoplasta Karol Scheibler) jest częścią zespołu pałacowego, w skład którego wchodzą jeszcze: budynek zarządcy, park, grobowiec, grota, sztuczna ruina.

## Historia

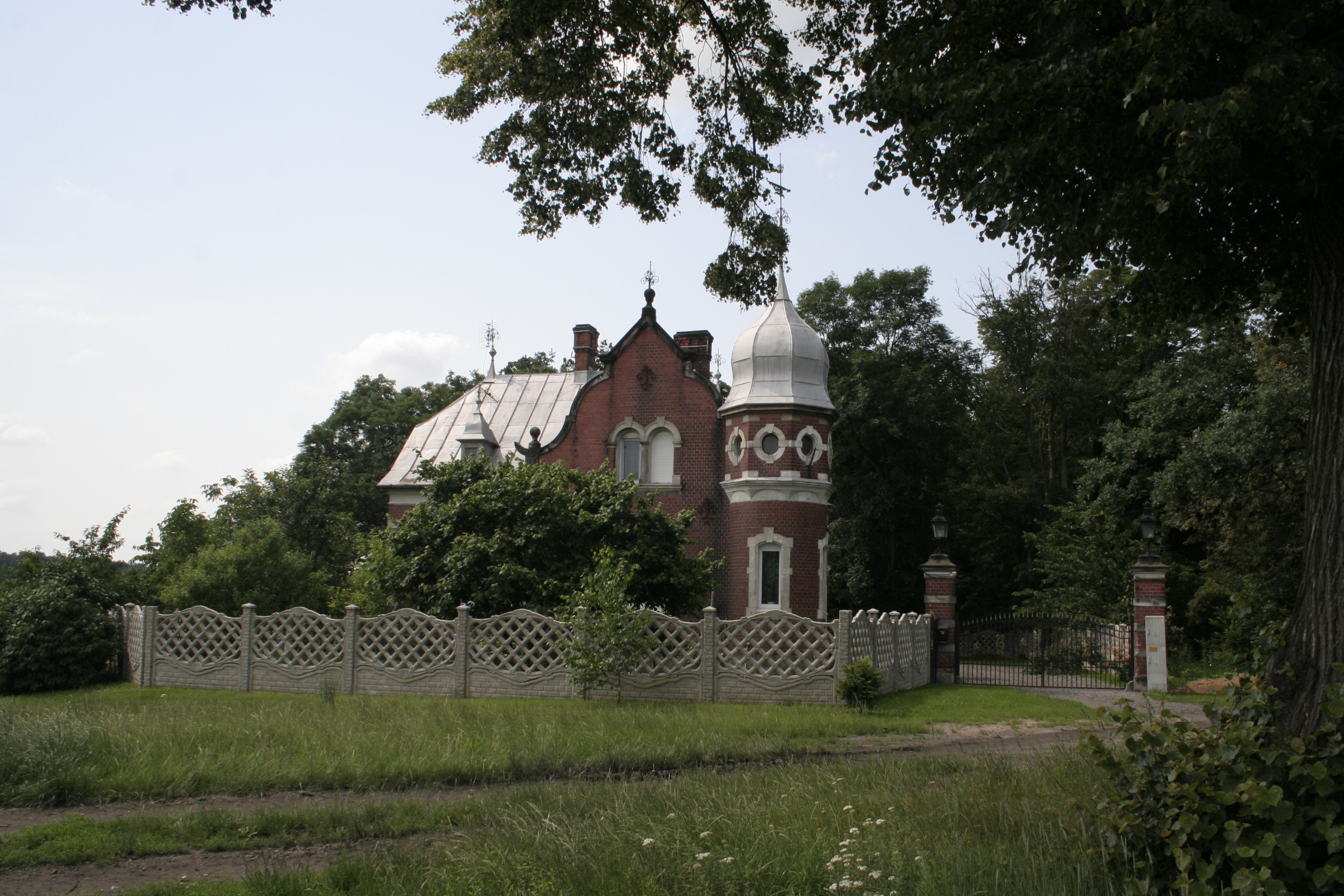
Rządcówka

Pałac powstał w latach 1891–1892, o czym świadczą daty umieszczone na elewacji. Nie ma materiałów archiwalnych dotyczących projektanta i budowniczego obiektu. Za autora pałacu uznaje się Karla (Carla) Heidenreicha, który był projektantem pałacu Schaffgotschów we Wrocławiu. Oba obiekty są podobne stylowo w kompozycji bryły i elewacji (zastosowanie cegły licówki, kamiennego detalu, wysokie dachy i opracowanie szczytów).
Pałac należał do Karola Scheiblera II i jego żony Anny Julii z Grohmannów. Przebywali tam często, a od I wojny światowej na stałe, przyjmując w 1915 niemieckie obywatelstwo. Po śmierci Karola Scheiblera II w 1935 i podczas II wojny światowej mieszkała w nim Anna Julia. W styczniu 1945 krótko mieszkała tam z dziećmi Jadwiga Paulina Scheibler, wdowa po Karolu Scheiblerze III, uciekając z Łodzi przed nacierającą Armią Czerwoną. Następnie z Kwietna wyjechali wszyscy Scheiblerowie do Bawarii, z której wyemigrowali do Brazylii.
W 1945 przejęła go Armia Czerwona i użytkowała go do 1953. Na początku lat 50. XX w. za pobytu Rosjan doszło do pożaru dachu. Po przekazaniu go Polakom za sprawą władz komunistycznych pałac został znacjonalizowany. Mieściła się w nim szkoła. W latach 1977–1978 przeprowadzono remont z przystosowaniem go do funkcji Domu Wczasów Dziecięcych. Po 1989 pałac sprzedano w ręce prywatne. W ciągu kilkunastu lat obiekt uległ znacznej dewastacji. Przed 2010 rozpoczęto prace remontowe i adaptacyjne mające przekształcić obiekt w hotel i spa, które przerwano z powodu kłopotów finansowych. W latach 2012–2013 nowy właściciel przeprowadził gruntowny remont, odnawiając i częściowo przywracając dawny wystrój pomieszczeń na podstawie archiwalnych fotografii z 1893 wykonanych przez znanego wrocławskiego fotografa Eduarda van Deldena z myślą o przywróceniu funkcji prywatnej rezydencji. Renowacji poddano także zaniedbany zespół parkowy.
W maju 2013 miała miejsce symboliczna wizyta rodziny Scheiblerów z Hannoveru i Brazylii.

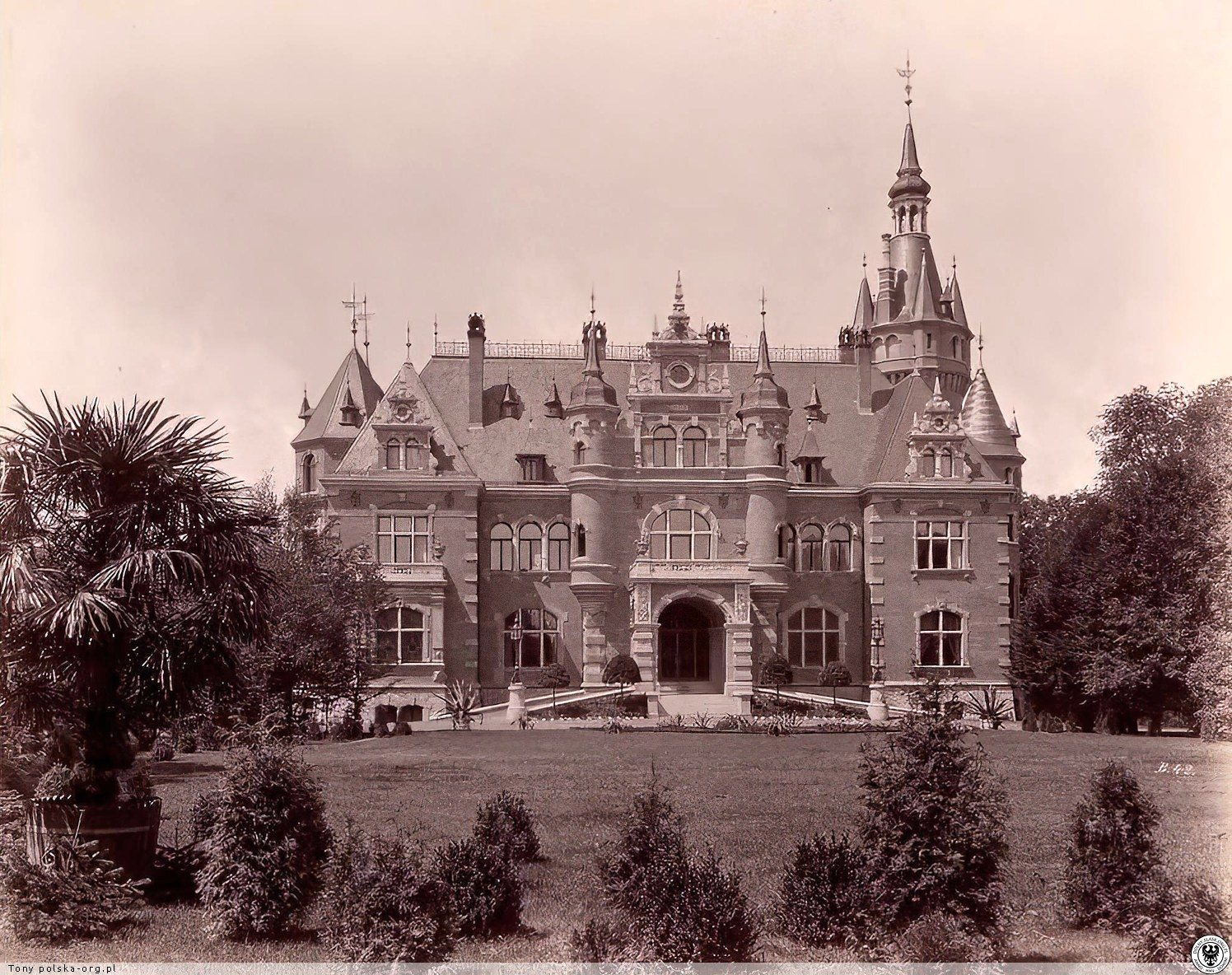
Pałac w Kwietnie, elewacja wschodnia, fot. Eduard van Delden (1893)

## Architektura
Pałac na planie prostokąta, podpiwniczony, piętrowy z użytkowymi strychami zbudowano z cegły z dużym dodatkiem kamiennego detalu architektonicznego w stylu późnego północnego renesansu. Od strony wschodniej w ścianie frontowej dominuje środkowy ryzalit z wejściem głównym z podjazdem ze schodami oflankowanymi rzeźbami sfinksów i portykiem wspartym na filarach z tarasem na wysokości piętra. W zwieńczeniu na osi znajduje się dwukondygnacyjny szczyt ze sterczyną. Kondygnacje rozdziela fryz z napisem: „Salve”.
Strona zachodnia, od ogrodu, posiada dziewęcioosiową elewację z trójosiowym ryzalitem środkowym, z portykiem wspartym na filarach narożnych, a w części środkowej na kolumnach z tarasem na wysokości piętra z tralkową balustradą. Ryzalit poprzedzają szerokie schody do ogrodu z dwoma postumentami u dołu, na których dawniej były ustawione metalowe figury trzymające latarnie. W zwieńczeniu pałacu znajduje się czteroosiowy, dwukondygnacyjny szczyt ze sterczyną – w centrum drugiej kondygnacji znajduje się kartusz z herbem Scheiblerów. Przy lewym, północno-zachodnim narożu umieszczono pięciokondygnacyjną wieżę na planie koła, nakrytą dachem stożkowym.
Elewacje boczne są pięcioosiowe. W elewacji północnej czterokondygnacyjny ryzalit na rzucie półkolistym, górą przyjmujący kształt wieży zakończonej hełmem stożkowym. W elewacji tej bok narożnika wschodniego wmurowano prostokątną tablicę z napisem: „Erbaut A.D. 1891-92”. Elewację południową urozmaica trójboczny trzykondygnacyjny ryzalit nakryty hełmem wielobocznym.
Główna bryła pałacu nakryta jest dachem czterospadowym pokrytym blachą z kalenicą udekorowaną ażurowym metalowym grzebieniem. Wcześniej były pokryte łupkiem, a po pożarze w latach 50. XX w. dachówką. Połacie dachu urozmaicają kominy i małe okienka strychowe.
Teren wokół pałacu jest ogrodzony z zakazem wstępu, bez możliwości zwiedzania. Nowe nasadzenia w parku z biegiem czasu uniemożliwią zobaczenie dawnej siedziby rodziny Scheiblerów.